# Trbušna aorta
Trbušna aorta ili trbušni dio aorte (lat. aorta abdominalis, pars abdominalis aortae) je najveća krvna žila trbušne šupljine. Trbušna aorta je dio aorte, točnije silaznog dijela aorte. Trbušna aorta nastavlja se na prsnu aortu, u razini ošita.
Na trbušnu aortu nastavlja se zajednička bočna arterija (lat. arteria iliaca communis), nakon što se aorta podjeli na dvije žile.

## Ogranci
Ogranci abdominalne aorte su odozgo prema dolje:
- lat. arteriae phrenicae inferiores
- trbušno deblo lat. truncus coeliacus
- gornja opornjačka arterija lat. arteria mesenterica superior
- srednja nadbubrežna arterija lat. arteria suprarenalis media
- bubrežna arterija lat. arteria renalis
- arterije za spolne žlijezde:
  - sjemenična arterija lat. arteria testicularis (kod muškaraca)
  - jajnična arterija lat. arteria ovarica (kod žena)
- lat. arteriae lumbales
- donja opornjačka arterija lat. arteria mesenterica inferior
- lat. arteria sacralis mediana